# Traulia lineata
Traulia lineata är en insektsart som beskrevs av Brunner von Wattenwyl 1898. Traulia lineata ingår i släktet Traulia och familjen gräshoppor. Inga underarter finns listade i Catalogue of Life.